# Svetlana Katok
Svetlana Katok (née en 1947) est une mathématicienne russo-américaine et professeure de mathématiques à l'université d'État de Pennsylvanie.

## Formation et carrière
Svetlana Katok est née le 1er mai 1947.
Katok a grandi à Moscou et a obtenu une maîtrise à l'université d'État de Moscou en 1969 ; cependant, en raison des politiques antisémites et anti-intelligentsia de l'époque, elle n'a pas été admise au programme de doctorat là-bas et a plutôt travaillé pendant plusieurs années dans le domaine de l'enseignement mathématique primaire et secondaire. Elle a émigré aux États-Unis en 1978  et a obtenu son doctorat au College Park de l'université du Maryland en 1983 sous la supervision de Don Zagier. Elle a rejoint la faculté de l'université d'État de Pennsylvanie en 1990.
Katok a fondé les Electronic Research Announcements of the American Mathematical Society en 1995; cette revue a été renommée en 2007 en Electronic Research Announcements in Mathematical Sciences, et elle en reste la directrice de la rédaction.

## Travaux
Ses recherches portent sur la géométrie hyperbolique, les espaces symétriques, les groupes de Fuchs (en), la théorie des nombres et les systèmes dynamiques.

## Publications
Katok est l'auteure de : 
- Fuchsian Groups, Chicago Lectures in Mathematics, University of Chicago Press, 1992[5]. Édition russe, Faktorial Press, Moscou, 2002.
- p-adic Analysis Compared with Real, Student Mathematical Library, vol. 37, American Math. Soc., 2007[6]. Édition russe, MCCME Press, Moscou, 2004.

De plus, elle a coédité avec Sergueï Tabachnikov et Alexeï Sossinski le livre MASS Selecta: Teaching and learning advanced undergraduate mathematics (American Math. Soc., 2003).
- - comprend {\displaystyle p}-adic analysis compared to real et Continued fractions, hyperbolic geometry and quadratic forms).

- avec Anatole Katok, Sergueï Tabachnikov: MASS Program at Penn State. Mathematical Intelligencer, vol. 24, 2002, p. 50.
- avec Ilie Ugarcovici: Symbolic dynamics for the modular surface and beyond. Bulletin AMS, vol. 44, 2007, N° 2, p 87–132.
- Coding of closed geodescis after Gauss and Morse. Geometria Dedicata, vol. 63, 1996, p. 123.
- Closed geodesics, periods and arithmetic of modular forms.lire en ligne Inventiones Mathematicae, vol. 80, 1985, p. 469.
- Anatole Katok et Svetlana Katok, « Women in Soviet mathematics », Notices of the American Mathematical Society, vol. 40, no 2,‎ 1993, p. 108–116 (MR 1204949)

## Prix et distinctions
Katok a reçu en 2001 le Eberly College Distinguished Service Award.
Elle est conférencière Emmy Noether en 2004 de l'Association for Women in Mathematics . En 2012, elle et son mari, le mathématicien Anatole Katok, deux devenus boursiers de l'American Mathematical Society.